# Willie Toweel
Willie Michael Toweel (Benoni, 6 aprile 1934 – 25 dicembre 2017) è stato un pugile sudafricano, sfidante al titolo mondiale dei pesi gallo.

## Biografia
Willie Toweel nasce in Sudafrica da una famiglia di origine libanese. Secondo di sei fratelli tutti pugili, tra i quali il secondo, Vic Toweel, indosserà la cintura mondiale dei pesi gallo. In un Sudafrica dove è stato da poco introdotto l'apartheid ed in base al quale esistono titoli distinti per bianchi e neri, i Toweel sono inseriti tra i bianchi, pur non essendo di origine europea.

### Dilettante
Selezionato per la squadra olimpica di pugilato sudafricana ai Giochi di Helsinki 1952 è medaglia di bronzo nei pesi mosca, cedendo in semifinale allo statunitense Nate Brooks, che poi vincerà la medaglia d'oro.

### Professionista
Esordisce tra i professionisti nel 1954. Imbattuto dopo venti match, il 3 settembre 1955 sfida a Johannesburg il franco-algerino Robert Cohen per il titolo mondiale dei pesi gallo. Non aveva mai toccato il tappeto prima di allora ma stavolta è contato quattro volteː tre al secondo round e una volta al decimo. Tuttavia l'arbitro e giudice unico sudafricano dichiara il match concluso in parità, lasciando salomonicamente il titolo nei guantoni del francese. 
Passato ai pesi leggeri, conquista il titolo di campione sudafricano e del Commonwealth. Passa poi ai pesi welter e, nel 1960 conquista il titolo sudafricano. Combatte un'ultima volta il 22 ottobre 1960 al Madison Square Garden di New York contro il grande Emile Griffith ed è sconfitto per knock-out tecnico all'ottava ripresa.